# Scrobigera flaviciliata
Scrobigera flaviciliata là một loài bướm đêm trong họ Noctuidae.